# Устинов, Леонид Александрович
Леонид Александрович Устинов (25 сентября 1943, Челябинск — 22 июня 2006) — советский хоккеист, защитник. Мастер спорта СССР.

## Биография
Воспитанник ЧИМЭСХ, тренер Николай Сидоренко. Играл за челябинские команды «Буревестник» / «Сельхозвузовец» (1961/62 — 1962/65, 1970/71 — 1971/72) и «Трактор» (1964/65 — 1969/70). В чемпионате СССР провёл три сезона.
После завершения карьеры работал в тресте «Челябцелинстрой».